# Korrissjön
Korrissjön är en sjö i Ljusdals kommun i Hälsingland och ingår i Dalälvens huvudavrinningsområde. Sjön är 7 meter djup, har en yta på 0,241 kvadratkilometer och är belägen 511,5 meter över havet. Sjön avvattnas av vattendraget Korrisbäcken.

## Delavrinningsområde
Korrissjön ingår i det delavrinningsområde (684133-144159) som SMHI kallar för Utloppet av Korrissjön. Medelhöjden är 539 meter över havet och ytan är 2,73 kvadratkilometer. Det finns inga avrinningsområden uppströms utan avrinningsområdet är högsta punkten. Korrisbäcken som avvattnar avrinningsområdet har biflödesordning 4, vilket innebär att vattnet flödar genom totalt 4 vattendrag innan det når havet efter 442 kilometer. Avrinningsområdet består mestadels av skog (76 procent) och sankmarker (12 procent). Avrinningsområdet har 0,24 kvadratkilometer vattenytor vilket ger det en sjöprocent på 8,9 procent.